# Джамаал Маглойр
Джамаал Дейн Маглойр (англ. Jamaal Dane Magloire; нар. 21 травня 1978) — канадський професійний баскетболіст, консультант з розвитку й амбасадор спільноти «Торонто Репторз». Він виступав 12 сезонів у Національній баскетбольній асоціації (НБА) за «Шарлотт Горнетс», «Нью-Орлінс Пеліканс», «Мілвокі Бакс», «Портленд Трейл Блейзерс», «Нью-Джерсі Нетс», «Даллас Маверікс», «Маямі Гіт» і «Торонто Репторз». Гравець на позиції центрового Університету Кентуккі був обраний «Шарлотт Горнетс» під 19-м номером на драфті НБА 2000 року. У 2004 році став другим канадцем в історії НБА, який брав участь у Матчі усіх зірок.

## Ранні роки
Маглойр народилася у Торонто, Канада, у сім'ї іммігрантів з Тринідаду і Тобаго: Гарта, зварювальника, та Маріон, страхового агента. Він виріс у міському районі Скарборо, де навчався у Східному колегіальному інституті торгівлі. У шкільні роки двічі очолював баскетбольну команду на чемпіонатах провінції Онтаріо у 1995 і 1996 роках.

## Студентська кар'єра
У 1996 році Маглойр вступив до університету Кентуккі. У 1997 році приєднався до студентської баскетбольної команди. На другому курсі провів 12 ігор за команду «Кентуккі Вайлдкетс», яка виграла національний чемпіонат у 1998 році. На старшому курсі був обраний до команди Південно-Східної конференції (SEC). Студентську кар'єру закінчив як лідер університету за кількістю блок-шотів (268).

## Кар'єра у НБА

### «Шарлотт / Нью-Орлін Горнетс» (2000—2005)
Маглойр був задрафтований командою «Шарлотт Горнетс» під 19-м номером драфту НБА 2000 року та був резервним гравцем протягом перших двох сезонів, у яких він набирав у середньому 6,5 очка за 16,8 хвилини за гру. У сезоні 2002—2003 він стартував у всіх 82 іграх, набираючи у середньому 10,3 очка та 8,8 підбирання за гру.
У сезоні 2003–2004 Маглойр набирав у середньому 13,6 очка та робив 10,3 підбирання за гру, починаючи в усіх 82 іграх, і був включений до команди усіх зірок Східної конференції. Він став другим канадцем в історії НБА, який брав участь у Матчі усіх зірок після Стіва Неша. На Матчі усіх зірок Сходу Маглойр забив 19 очок і зробив 8 підбирань за 21 хвилину гри.

### Мілвокі Бакс (2005—2006)

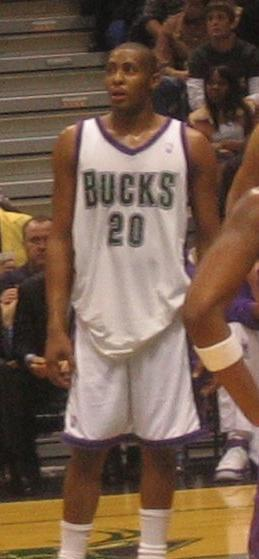
Маглойр з «Бакс» у 2006 році

26 жовтня 2005 року він був обміняний у «Мілвокі Бакс» на Десмонда Мейсона, обраного у першому раунді драфту 2006 року, і грошову винагороду. 21 січня 2006 року Маглойр зробив рекорд кар'єри: 22 підбирання та набрав 13 очок під час перемоги над «Шарлотт Бобкетс» (101:91).

### «Портленд Трейл Блейзерс» (2006—2007)
31 липня 2006 року, під час міжсезоння, Маглойр був обміняний до «Портленд Трейл Блейзерс» на Стіва Блейка, Ха Син Джина та Браяна Скіннера.
Хоча Маглойр набирав у середньому майже 10 очок за гру протягом усієї кар'єри у НБА, він не набирав понад 9 очок в одній грі під час своїх перших 20 ігор у «Трейл Блейзерс». Маглойр набирав понад 11 очок під час 81 гри регулярного сезону 2006–2007 8 разів. Він завершив сезон із середнім показником 21 хвилини за гру, що менше порівняно з 30 хвилинами у попередніх двох сезонах. У міжсезоння Маглойр став вільним агентом.

### «Нью-Джерсі Нетс» (2007—2008)
«Нью-Джерсі Нетс» підписали контракт з Маглойром 17 липня 2007 року. У сезоні 2007—2008 він виходив на поле мало, набираючи у середньому лише 1,8 очка та 3,4 підбирання за гру. 22 лютого 2008 року «Нетс» відмовилися від Маглойра.

### «Даллас Маверікс» (2008)
26 лютого 2008 року «Даллас Маверікс» підписав контракт із Маглойром, який став запасним центровим Еріка Дамп'єра після обміну Десагана Діопа у «Нью-Джерсі Нетс» у блокбастер-трейд за участю розігруючих Девіна Гарріса та Джейсона Кідда.

### «Маямі Гіт» (2008—2011)
30 серпня 2008 року Маглойр підписав контракт з «Маямі Гіт» на мінімальну суму ветерана після того, як він наблизився до порогу податку на розкіш. Маглойр надав додаткову глибину та досвід на позиції центрового. У понеділок, 26 січня 2009 року, він отримав статус стартера проти «Атланта Гокс». «Маямі» повторно підписали контракт з Маглойром із «Гіт» на сезон 2009—2010. 19 липня 2010 року «Гіт» знову підписав з ним контракт на наступний сезон. «Гіт» дійшов до фіналу НБА 2011 року і не програв «Даллас Маверікс» у шести іграх.

### «Торонто Репторз» (2011—2012)
9 грудня 2011 року Маглойр підписав однорічний контракт з командою «Торонто Репторз» за ветеранський мінімум. Це був перший випадок, коли канадець грав за «Репторз» — єдину канадську команду НБА. 18 вересня 2012 року Маглойр повторно підписав контракт з командою, але 27 жовтня 2012 року відмовилася від нього. Маглойр більше не грав у НБА. Таким чином, його остання гра у НБА відбулася 26 квітня 2012 року під час перемоги над «Нью-Джерсі Нетс» з рахунком 98:67 (найменша кількість очок, яку «Нетс» набрали того сезону). У своїй останній грі Маглойр був центровим у стартовій п'ятірці «Репторз», але зіграв лише 5 хвилин і зробив лише 4 підбирання.

## Статистика кар'єри у НБА

### Регулярний сезон
| Сезон           | Команда         | GP  | GS  | MPG  | FG%  | 3P%  | FT%  | RPG  | APG | SPG | BPG | PPG  |
| --------------- | --------------- | --- | --- | ---- | ---- | ---- | ---- | ---- | --- | --- | --- | ---- |
| 2000–2001       | Шарлотт         | 74  | 0   | 14.8 | .450 | .000 | .655 | 4.0  | .4  | .2  | 1.1 | 4.6  |
| 2001–2002       | Шарлотт         | 82  | 8   | 18.9 | .551 | .000 | .730 | 5.6  | .4  | .3  | 1.0 | 8.5  |
| 2002–2003       | Нью-Орлінс      | 82  | 82* | 29.8 | .480 | .000 | .717 | 8.8  | 1.1 | .6  | 1.4 | 10.3 |
| 2003–2004       | Нью-Орлінс      | 82  | 82  | 33.9 | .473 | .000 | .751 | 10.3 | 1.0 | .5  | 1.2 | 13.6 |
| 2004–2005       | Нью-Орлінс      | 23  | 22  | 30.6 | .432 | .000 | .602 | 8.9  | 1.3 | .3  | 1.0 | 11.7 |
| 2005–2006       | Мілвокі         | 82* | 82* | 30.1 | .467 | .000 | .535 | 9.5  | .7  | .4  | 1.0 | 9.2  |
| 2006–2007       | Портленд        | 81  | 23  | 21.0 | .504 | .000 | .541 | 6.1  | .4  | .3  | .8  | 6.5  |
| 2007–2008       | Нью-Джерсі      | 24  | 2   | 10.8 | .306 | .000 | .452 | 3.4  | .3  | .0  | .4  | 1.8  |
| 2007–2008       | Даллас          | 7   | 0   | 3.9  | .500 | .000 | .462 | 1.1  | .0  | .1  | .0  | 1.7  |
| 2008–2009       | Маямі           | 55  | 12  | 12.9 | .496 | .000 | .483 | 4.0  | .4  | .2  | .5  | 2.9  |
| 2009–2010       | Маямі           | 36  | 0   | 10.0 | .500 | .000 | .356 | 3.4  | .0  | .3  | .3  | 2.1  |
| 2010–2011       | Маямі           | 18  | 0   | 8.8  | .591 | .000 | .500 | 3.4  | .2  | .2  | .1  | 1.9  |
| 2011–2012       | Торонто         | 34  | 1   | 11.0 | .378 | .000 | .259 | 3.3  | .2  | .1  | .3  | 1.2  |
| Кар'єра         | Кар'єра         | 680 | 314 | 21.5 | .480 | .000 | .639 | 6.5  | .6  | .3  | .9  | 7.2  |
| Матч усіх зірок | Матч усіх зірок | 1   | 0   | 21.0 | .563 | .000 | .500 | 8.0  | .0  | 1.0 | 1.0 | 19.0 |

### Плей-офф
| Сезон   | Команда    | GP | GS | MPG  | FG%  | 3P%  | FT%  | RPG | APG | SPG | BPG | PPG  |
| ------- | ---------- | -- | -- | ---- | ---- | ---- | ---- | --- | --- | --- | --- | ---- |
| 2001    | Шарлотт    | 10 | 0  | 11.0 | .571 | .000 | .304 | 2.8 | .3  | .0  | .6  | 3.9  |
| 2002    | Шарлотт    | 8  | 0  | 21.0 | .550 | .000 | .761 | 5.6 | .6  | .0  | 1.9 | 12.3 |
| 2003    | Нью-Орлінс | 6  | 6  | 31.3 | .449 | .000 | .758 | 8.3 | .3  | .7  | 1.0 | 11.5 |
| 2004    | Нью-Орлінс | 7  | 7  | 34.1 | .418 | .000 | .750 | 9.1 | .7  | .4  | 1.0 | 11.0 |
| 2006    | Мілвокі    | 5  | 5  | 27.0 | .474 | .000 | .600 | 8.0 | 1.0 | .4  | 1.2 | 9.0  |
| 2009    | Маямі      | 6  | 0  | 7.8  | .333 | .000 | .000 | 1.8 | .2  | .0  | .0  | .3   |
| 2010    | Маямі      | 1  | 0  | 5.0  | .000 | .000 | .000 | 1.0 | .0  | .0  | .0  | .0   |
| 2011    | Маямі      | 3  | 0  | 6.0  | .400 | .000 | .000 | 1.7 | .7  | .3  | .0  | 1.3  |
| Кар'єра | Кар'єра    | 46 | 18 | 19.8 | .470 | .000 | .682 | 5.3 | .5  | .2  | .9  | 7.3  |

## Післяігрова кар'єра
18 листопада 2012 року «Торонто Репторз» найняли Маглойра на посаду консультанта команди з розвитку баскетболу й амбасадора спільноти. Ця роль передбачає, що Маглойр допомагає тренерському штабу «Репторз» розвивати індивідуальні навички гравців під час тренувань й ігор, а також виступає на корпоративних/громадських заходах протягом сезону від імені команди.

## Особисте життя
Рано вранці 23 червня 2001 року зведений брат Маглойра, 19-річний Джастін Шеппард, був застрелений на пішохідному мосту Торонто. Як і брат, Шеппард був перспективним баскетболістом. Попри винагороду Маглойра у 50,000 канадських доларів ніхто не був заарештований, і вбивство залишається нерозкритим.